# Robert Kerštajn
Robert Kerštajn, slovenski smučarski tekač, * 1967.
Robert je dobitnik prvih dveh točk za Svetovni pokal za Slovenijo v moški konkurenci, večkratni državni prvak in član Nordijskega društva Rateče-Planica. Udeležil se je dveh svetovnih prvenstev v nordijskem smučanju v Val di Fiemme (Italija) leta 1991 in Thunder Bay (Kanada) leta 1995. Sodeloval je na Zimskih olimpijskih igrah leta 1992 v Albertvilleu v Franciji. 
Športno kariero je zaključil po Nordijskem Svetovnem prvenstvu v Kanadi leta 1995. V letih 2000 in 2001 je bil pomočnik trenerja slovenske članske reprezentance v smučarskem teku. Še vedno deluje na športnem področju, saj je predsednik Nordijskega društva Rateče-Planica in organizator tekmovanj v smučarskem teku. Prav tako pa je dejaven tudi v organih Smučarske Zveze Slovenije kot član Odbora in Zbora za smučarski tek ter Zbora za smučarske skoke. Opravlja funkcijo predsednika strokovnega sveta za smučarski tek pri Smučarski zvezi Slovenije, pomaga pa tudi pri organizaciji vsakoletne prireditve v smučarskih poletih v Planici kot član OK Planica. Kot vodja tekmovanj sodeluje na vseh smučarsko tekaških prireditvah v Nordijskem centru Planica. Je tudi FIS tehnični delegat v smučarskem teku ter član slovenske demonstratorske vrste v smučarskem teku. Leta 2018 je doktoriral na Fakulteti za šport v Ljubljani in si pridobil naziv doktor znanosti. Naslov njegove doktorske disertacije je bil: Športna kariera in izobraževanje vrhunskih nordijskih športnikov.
Bil je tudi občinski svetnik stranke SDS v Kranjski Gori za mandat leta 2010–2014. Do avgusta 2023 je bil zaposlen kot ravnatelj in učitelj športne vzgoje na Osnovni šoli Prežihovega Voranca na Jesenicah, s tega položaja je odstopil zaradi policijske preiskave o spolni zlorabi mladoletnic. Kerštajn je očitke o spolnem napadu na desetletnico in slikanju dveh drugih oškodovank januarja 2024 priznal in bil obsojen na tri leta in deset mesecev zaporne kazni, kar je po pritožbi višje sodišče znižalo na tri leta in štiri mesece. Kazen je začel prestajati 31. marca 2025 v zavodu za prestajanje kazni zapora na Dobu.
Njegov oče je Alojz Kerštajn, slovenski smučarski tekač.